# Mycetophila neomapuchesi
Mycetophila neomapuchesi är en tvåvingeart som beskrevs av Duret 1986. Mycetophila neomapuchesi ingår i släktet Mycetophila och familjen svampmyggor. Inga underarter finns listade i Catalogue of Life.